# 馬尼拉—甲米地高速公路
馬尼拉－甲米地高速公路，也被称为沿海公路或CAVITEx，是位於菲律宾一个14公里長，連接马尼拉到南部省份甲米地封閉式收费高速公路。整个高速公路被編为菲律宾高速公路网中的高速公路三號 (E3)，为马尼拉的公路干线网络 放射狀路網一號 (R-1) 的一部分。由菲律賓公共資產管理局收费公路公司 (PEATC) 擁有，該公營企業同時也是公共資產管理局的子公司之一，公共資產管理局又是菲律賓總統办公室的公部門之一。并由菲律宾太平洋都會投资公司 (MPIC) 底下的 Cavitex基础建設公司營運。
北起马尼拉大都会帕拉纳克市的羅哈斯大道，同時也是R-1的一部分。在南終於甲米地省卡維特（Kawit, Cavite）的北海岸，分成两个终点。一个接上Tirona公路路口，另一個則是安特罗索里亚诺公路路口。 沿着Binakayan的路线向左退回到Bacoor，在Soriano上直行至Cavite经济区 ，在Aguinaldo神社附近的Tirona公路和Antero Soriano公路的交汇处，右行至高速公路的另一终点， 直达 Cavite Noveleta 。 

## 收费

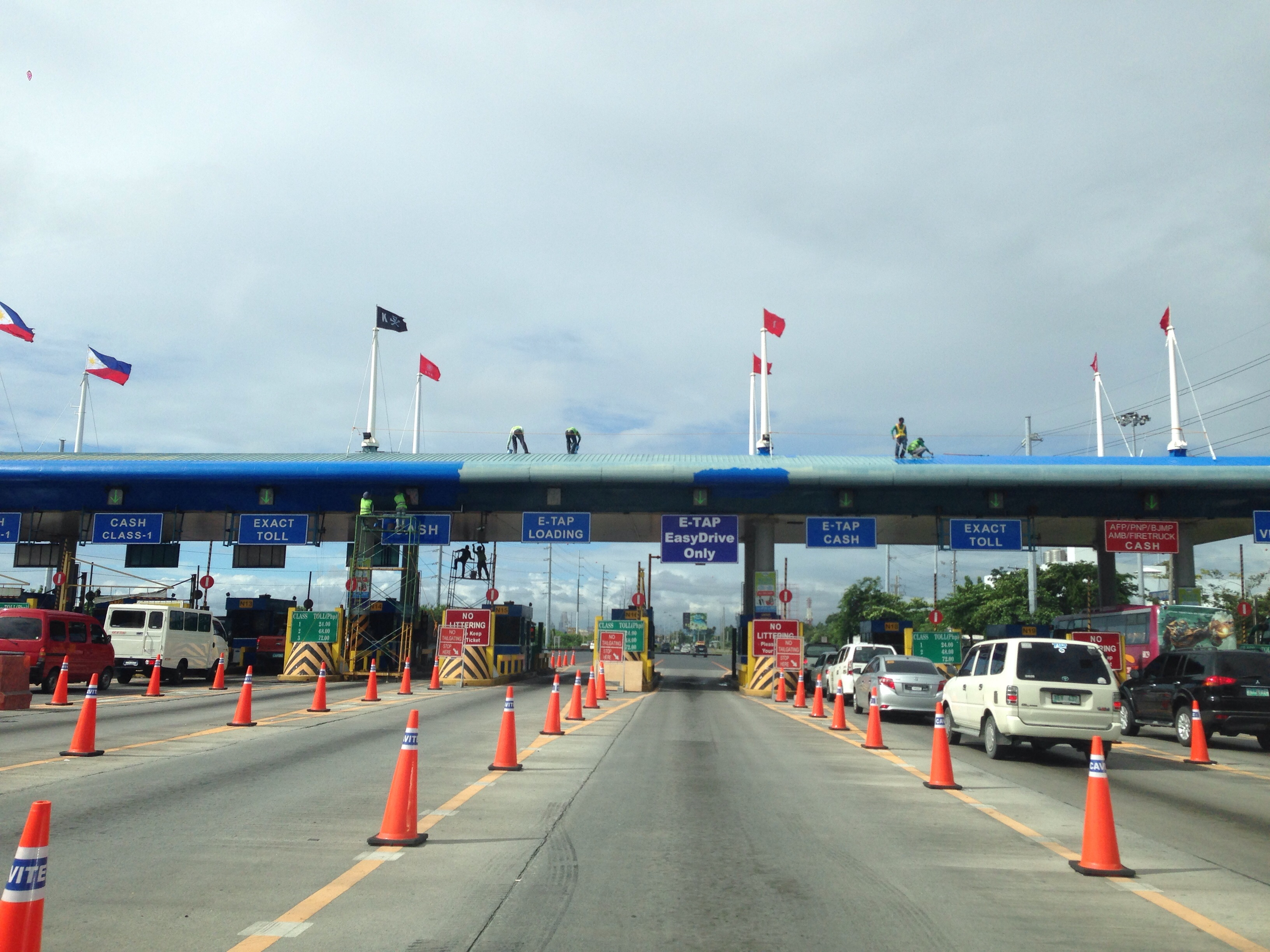
拉斯皮纳斯收费站

此條高速公路使用收费站系统，该系统在入口处設置收费站，驾驶员在此处支付固定的通行费。其中的两个大型收费站和卡比哈斯南（Kabihasnan）入口是高速公路的收费點。高速公路上的电子收费系统（ETC）使用品牌为E-Tap或Easydrive的設備，并且在收费站的专用车道和混合车道上进行收费。 
根据等级，在每个收費站的每个方向上评估通行费。 根据法律规定，所有通行费均包含12％的增值税。 
| 等級 | 卡比哈斯南 Kabihasnan | 撒波堤 Zapote | 卡維特 Kawit |
| ---- | --------------------- | ------------- | ------------ |
| 1    | ₱ 8.00                | ₱25.00        | ₱64.00       |
| 2    | 不适用                | ₱50.00        | ₱129.00      |
| 3    | 不适用                | ₱75.00        | ₱194.00      |